# Gare de Belval-Université
Pour les articles homonymes, voir Gare de Belval (homonymie) et Gare de l'Université.
La gare de Belval-Université est une gare ferroviaire luxembourgeoise de la ligne 6f, d'Esch-sur-Alzette à Pétange, située sur le site d'Esch-Belval sur le territoire de la commune d'Esch-sur-Alzette dans le canton d'Esch-sur-Alzette. Elle dessert l'université de Belval située à proximité.
Mise en service le 8 novembre 2009, c'est une gare voyageurs de la Société nationale des chemins de fer luxembourgeois (CFL).

## Situation ferroviaire
Établie à 308 mètres d'altitude, la gare de Belval-Université est située au point kilométrique (PK) 12,444 de la ligne 6f, d'Esch-sur-Alzette à Pétange, entre les gares de Belval-Lycée et d'Esch-sur-Alzette.

## Histoire

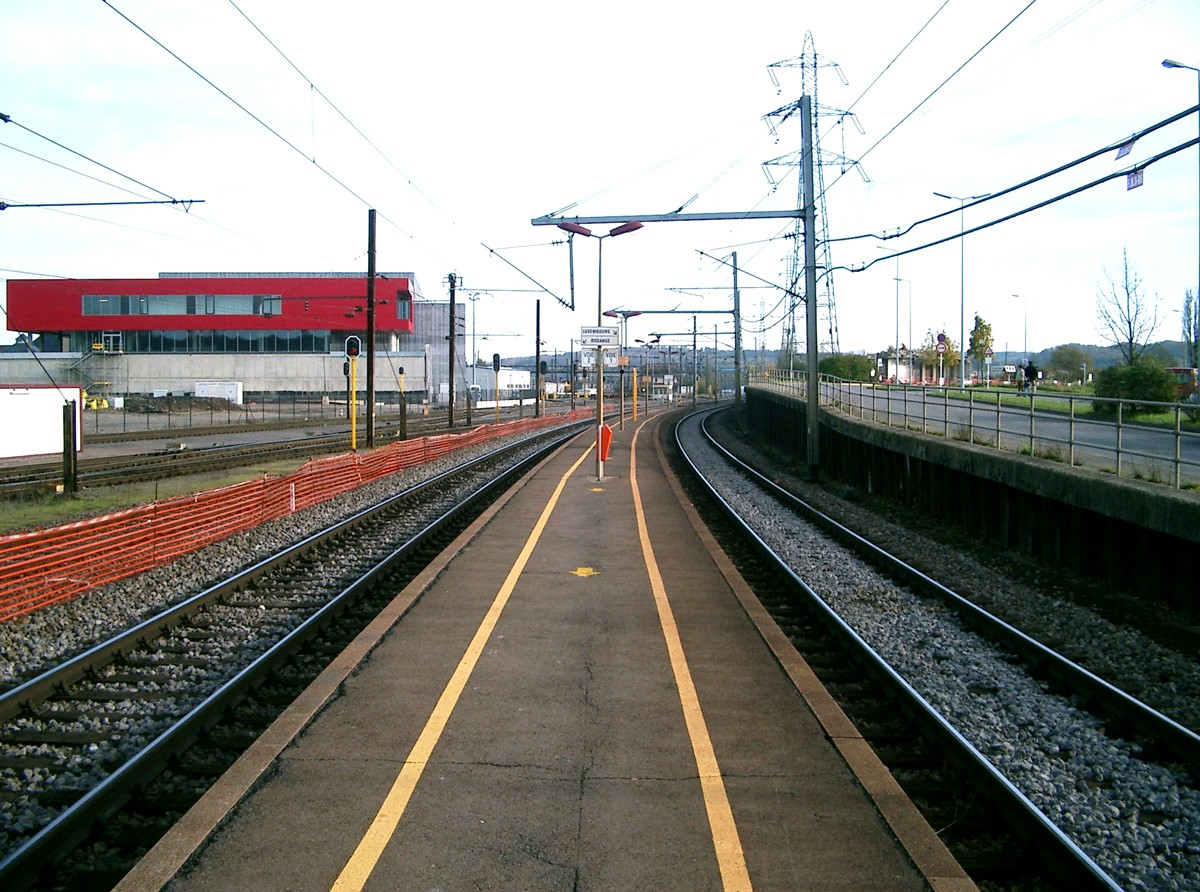
La gare de Belval-Usines en 2006.

### Belval-Usines
La gare de Belval-Usines est à l'origine une gare marchandises pour la société fermière des eaux minérales de Belval, rattachée à la gare de Belvaux-Soleuvre, ouverte en 1896. Une gare marchandises, destinée à un trafic plus large, ouvre en février 1910.
En 2005, une gare voyageurs temporaire est mise en service, la construction de la gare définitive ne débute qu'en mars 2008. La gare temporaire était constituée d'un quai entouré de deux voies et d'une passerelle temporaire, construite à la place d'une ancienne passerelle plus ancienne.

### Belval-Université
La gare de Belval-Usines est mise en service le 8 novembre 2009.
Cette nouvelle gare est officiellement inaugurée le 28 septembre 2010, en présence notamment de Henri Grand-duc de Luxembourg, son épouse la Grande-duchesse María Teresa et de Claude Wiseler, le ministre du développement durable et des infrastructures. La gare prend alors sa dénomination actuelle de Belval-Université.

## Service des voyageurs

### Accueil

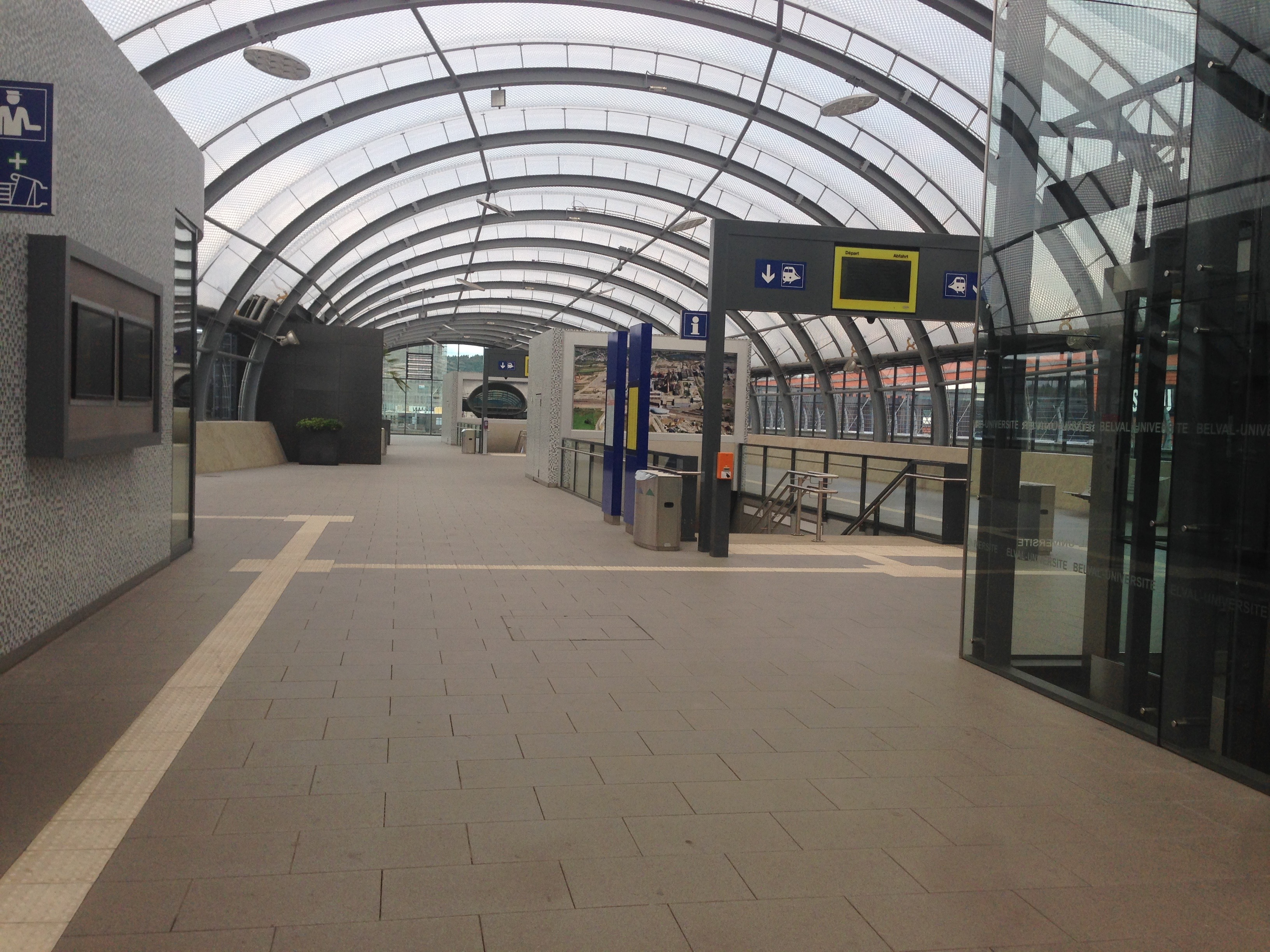
L'intérieur de la gare.

Gare CFL, elle dispose d'un bâtiment voyageurs avec, des guichets ouverts tous les jours ouvrables, dont celui de la centrale de mobilité de l'administration des transports publics, une salle d'attente ouverte tous les jours. L'accès aux quais est assuré par des escalators et des ascenseurs, reliant le centre commercial Belval-Plaza avec une gare routière située devant la gare.
La gare est l’œuvre de l'atelier d'architecture et de design Jim Clemes, son architecture tout en courbes est censée rappeler une chenille ou un mille-pattes en mouvement ou encore, de nuit, une luciole grâce à l'éclairage nocturne, et est issue de la volonté des architectes de rompre avec l'architecture classique et rectiligne des gares. L'une des particularités de la gare est que le bâtiment voyageurs surplombe les quais.
Le bâtiment, de 120 mètres de long, repose sur 16 piliers et est constitué d'un assemblage de coffrages en béton coulés sur place, recouvert d'une « membrane » translucide.
Le guichet CFL reste ouvert après le 29 février 2020, date d'application de la gratuité nationale (hors 1re classe et trains internationaux).

### Desserte
Belval-Université est desservie par des trains Regional-Express (RE) et Regionalbunn (RB) qui exécutent les relations suivantes, :
- Luxembourg - Rodange ;
- Troisvierges - Luxembourg - Rodange.

### Intermodalité
Un parc pour les vélos (40 places) et un parking pour les véhicules (1620 places payantes) y sont aménagés. La gare est desservie par la ligne 3 du transport intercommunal de personnes dans le canton d'Esch-sur-Alzette, par la ligne 642 du Régime général des transports routiers et par la ligne française 52 du réseau Fluo Grand Est 57.
Une station du service d'autopartage Flex y est implantée.